# 张汝京
张汝京（1948年—），男，江苏南京人，臺灣企業家，因創辦中芯国际被譽為“中国半导体之父”。

## 生平
1948年，出生于中华民国南京。1949年，迁居台湾。1970年，于国立台湾大学获得机械工程学士学位，再於紐約州立大學水牛城分校和南方衛理會大學分別取得碩士和博士。1977年，加入德州仪器担任工程师。1997年，決定回來成立世大積體電路。當時的晶圓代工才剛剛穩步發展，世大作為臺灣第三家業者快速追趕聯華電子和台積電。2000年，在大股東中華開發及當時副董胡定吾的主導下，世大以50亿美元被賣給了欲收購的台積電。這次併購案改變了半導體產業的格局，而張汝京公司因故被賣給台積電之後，使得他開始有了另起爐灶的念頭，並想打造新一代的華人企業。同年四月，張汝京帶領一批工程師赴中國大陸，于上海创办中國大陸首家晶圓製造廠中芯国际。

## 外部連結
- 中芯國際 （页面存档备份，存于）